# Lomtjärnet (Gräsmarks socken, Värmland, 664837-132664)
Lomtjärnet är en sjö i Sunne kommun i Värmland och ingår i Göta älvs huvudavrinningsområde. Sjön har en area på 0,0375 kvadratkilometer och ligger 272 meter över havet.

## Delavrinningsområde
Lomtjärnet ingår i det delavrinningsområde (664522-132742) som SMHI kallar för Utloppet av Trehörningen. Medelhöjden är 264 meter över havet och ytan är 26,36 kvadratkilometer. Det finns inga avrinningsområden uppströms utan avrinningsområdet är högsta punkten. Mörtälven som avvattnar avrinningsområdet har biflödesordning 5, vilket innebär att vattnet flödar genom totalt 5 vattendrag innan det når havet efter 318 kilometer. Avrinningsområdet består mestadels av skog (74 procent). Avrinningsområdet har 4,67 kvadratkilometer vattenytor vilket ger det en sjöprocent på 17,7 procent.